# Sveriges Radio P3
Sveriges Radio P3 (SR P3) ist ein Hörfunkprogramm von Sveriges Radio mit Sitz in Stockholm, welches komplett werbefrei ist. Es ist ein Musikprogramm mit einem ungewöhnlich hohen Wortanteil und wird in Schweden landesweit über UKW und DAB ausgestrahlt. Das Programm ist mit Ausnahme der Musik komplett auf Schwedisch.

## Allgemein
SR P3 spielt vorwiegend Pop- und Rockmusik, aber auch extreme Musikrichtungen wie Metal und Hip-Hop haben ihren festen Platz. Ebenfalls ist der Anteil an schwedischer Musik sehr hoch, sodass schwedische Künstler gut gefördert werden können.
Durch ein sehr gut ausgebautes UKW-Sendernetz strahlt SR P3 weit in die angrenzenden Regionen der Nachbarländer Norwegen, Finnland, Dänemark und Deutschland hinein. So deckt der 60 kW-Sender auf der koordinierten Frequenz 97,0 MHz aus Hörby (→Sender Hörby) die dänische Insel Seeland und den Metropolraum Kopenhagen komplett ab, ebenso kann SR P3 auf Rügen empfangen werden. Neben dem Hauptprogramm existieren seit einiger Zeit auch mehrere Webradio-Kanäle und DAB-Kanäle des Senders, die jeweils spezielle Musikrichtungen bedienen.

## Aktuelles Programm (Auswahl)
(Quelle:)

### Nachrichten
- P3 Nyheter (dt. P3 Nachrichten) – werktags zwischen 07:00 und 19:00 Uhr. Moderierte, kurzgefasste Nachrichtensendung mit den wichtigsten Neuigkeiten. Stündliche oder halbstündliche Ausstrahlung
- Nyheter från Ekot (dt. Nachrichtenecho)- werktags zwischen 19:00 Uhr und 07:00 Uhr sowie wochenends täglich. Wie "P3 Nyheter" stündlich. Dauer variiert.
- Radiosporten (dt. Der Radiosport) – drei minütige Sportsendung ab 20:03 Uhr.

### Weitere Sendungen
- "Vaken med ..." (dt. wach mit...) – Moderierte Nachtshow mit zwei Moderatoren. Gespielt wird aktuelle Musik. Diese Sendung wird zeitgleich auf dem Partnersender Sveriges Radio P4 übertragen.
- "P3 med ..." (dt. P3 mit...) – wechselnde Moderatoren moderieren Tagsüber in verschiedenen Zeitfenstern die Shows. Die Anzahl der Moderatoren ist unterschiedlich, ebenso die Moderatoren. Ausgestrahlt werden aktuelle oder weniger aktuelle Musik sowie regionale und International bekannte Songs.
- "Morgonpasset i P3 med ..." – ähnlich deutschen Frühstücksradioshows. Moderiert wird die Show von 3 Moderatoren.
- "Latin i P3 med ..." – Abendliche Musiksendung und Talkrunde.
- "Morgonpasset i P3 – Gästen" – Gespräche, begleitet von Musik.
- "P3 Låten" (dt. P3 Lied), zu diesem Sendeplatz gibt es verschiedene Sendungen, die je nach Wochentag variieren.

### Programmübersicht nach Wochentagen
| Zeit         | Montag                              | Dienstag                           | Mittwoch                           | Donnerstag                  |
| ------------ | ----------------------------------- | ---------------------------------- | ---------------------------------- | --------------------------- |
| 0-6 Uhr      | "Vaken med..."                      | "Vaken med..."                     | "Vaken med..."                     | "Vaken med..."              |
| 06-07 Uhr    | "P3 med..."                         | "P3 med..."                        | "P3 med..."                        | "P3 med..."                 |
| 07-10:30 Uhr | "Morgonpasset i P3 med..."          | "Morgonpasset i P3 med..."         | "Morgonpasset i P3 med..."         | "Morgonpasset i P3 med..."  |
| 10:30-20 Uhr | "P3 med..."                         | "P3 med..."                        | "P3 med..."                        | "P3 med..."                 |
| 20-22 Uhr    | "Dans och elektroniskt i P3 med..." | "Rock, metal och punk i P3 med..." | "HipHop, RnB och Soul i P3 med..." | "Pop och Indie i P3 med..." |
| 22-23 Uhr    | Morgonpasset i P3 – Gästen          | Morgonpasset i P3 – Gästen         | Morgonpasset i P3 – Gästen         | Morgonpasset i P3 – Gästen  |
| 23-24 Uhr    | "Creepyodden med..."                | Ligga med P3                       | Tankesmedjan                       | Preach – UR                 |

Am Freitag sind die Zeiten etwas anders aufgeteilt, besonders die Sendungen ab 19 Uhr unterscheiden sich hier von den vorangegangenen Tagen.
| Zeit         | Freitag                    |
| ------------ | -------------------------- |
| 0-6 Uhr      | "Vaken med..."             |
| 06-07 Uhr    | "P3 med..."                |
| 07-10:30 Uhr | "Morgonpasset i P3 med..." |
| 10:30-19 Uhr | "P3 med..."                |
| 19-21 Uhr    | "Latin i P3 med..."        |
| 21-22 Uhr    | "P3 med..."                |
| 22-23 Uhr    | Morgonpasset i P3 – Gästen |
| 23-24 Uhr    | P3 Låten                   |

Und auch am Wochenende finden sich unterschiedliche Sendungen und Zeiten. Viele kürzere Sendungen (darunter P3 Dokumentär) werden am Sonntag gespielt.
| Zeit            | Samstag               | Sonntag             |
| --------------- | --------------------- | ------------------- |
| 0-6 Uhr         | "Vaken med..."        | "Vaken med..."      |
| 06-06:30 Uhr    | "P3 med..."           | "P3 med..."         |
| 06:30-08:30     | "P3 med..."           | P3 Historia         |
| 08:30-12 Uhr    | "P3 med..."           | "P3 med..."         |
| 12-14:30 Uhr    | P3:s mest spelade     | "Digilistan med..." |
| 14:30-17:30 Uhr | "P3 med..."           | "P3 med..."         |
| 17:30-19 Uhr    | "P3 med..."           | P3 ID               |
| 19-20:30 Uhr    | Pop i P3              | P3 Dokumentär       |
| 20:30-21 Uhr    | Dans och elektroniskt | P3 Dokumentär       |
| 21-22 Uhr       | Dans och elektroniskt | Verkligheten i P3   |
| 22-22:30 Uhr    | Dans och elektroniskt | "P3 Soul med..."    |
| 22:30-24 Uhr    | P3 din Gata           | "P3 Soul med..."    |